# 해남 대흥사 삼층석탑
해남 대흥사 삼층석탑(海南 大興寺 三層石塔)은 전라남도 해남군 대흥사에 있는, 남북국 시대 신라의 삼층석탑이다. 1963년 1월 21일 대한민국의 보물 제320호로 지정되었다.

## 개요
이 탑은 대흥사 응진전 앞에 있는 2중기단의 석탑으로 대흥사 내에 있는 유물 중에서 가장 앞선다. 탑의 조성시기는 신라석탑의 양식을 따르고 있는 것으로 보아 통일신라 9세기 후반기 이후로 만들어진 것으로, 신라석탑의 전형적인 양식을 충실히 따르고 있는 석탑이다.
이 탑은 규모면에서 좀 작은 편이나 결구가 정연하고 수법이 명쾌하여 세련되고 정교하게 보이며, 일부 퇴화된 양식을 보이긴 하나 신라 석탑의 전형을 그대로 계승하고 있다.
지대석 위에 하대석과 중대석을 붙여서 4매의 장석(長石)으로 짜고 각면에는 우주(隅柱)와 탱주 2주씩을 모각(模刻)하였다. 탑신부는 탑신과 옥개석이 각 1석씩인데 탑신에는 1~3층까지 4우주가 각출되고 체감율도 2층 탑신은 1층 탑신에 비해 높이는 급격히 줄었으나 그 폭에 있어서는 감축률이 미세하여 주목된다.
옥개석의 추녀 밑은 직선이고 상면은 전각(轉角)에 이르러 경쾌하게 곡선의 미를 그리고 있으며 상륜부에는 노반과 복발·앙화·보륜 등이 남아 있다.
1967년 탑 보수시 상층기단에서 높이 12cm의 금동여래입상이 발견되었다

## 사진

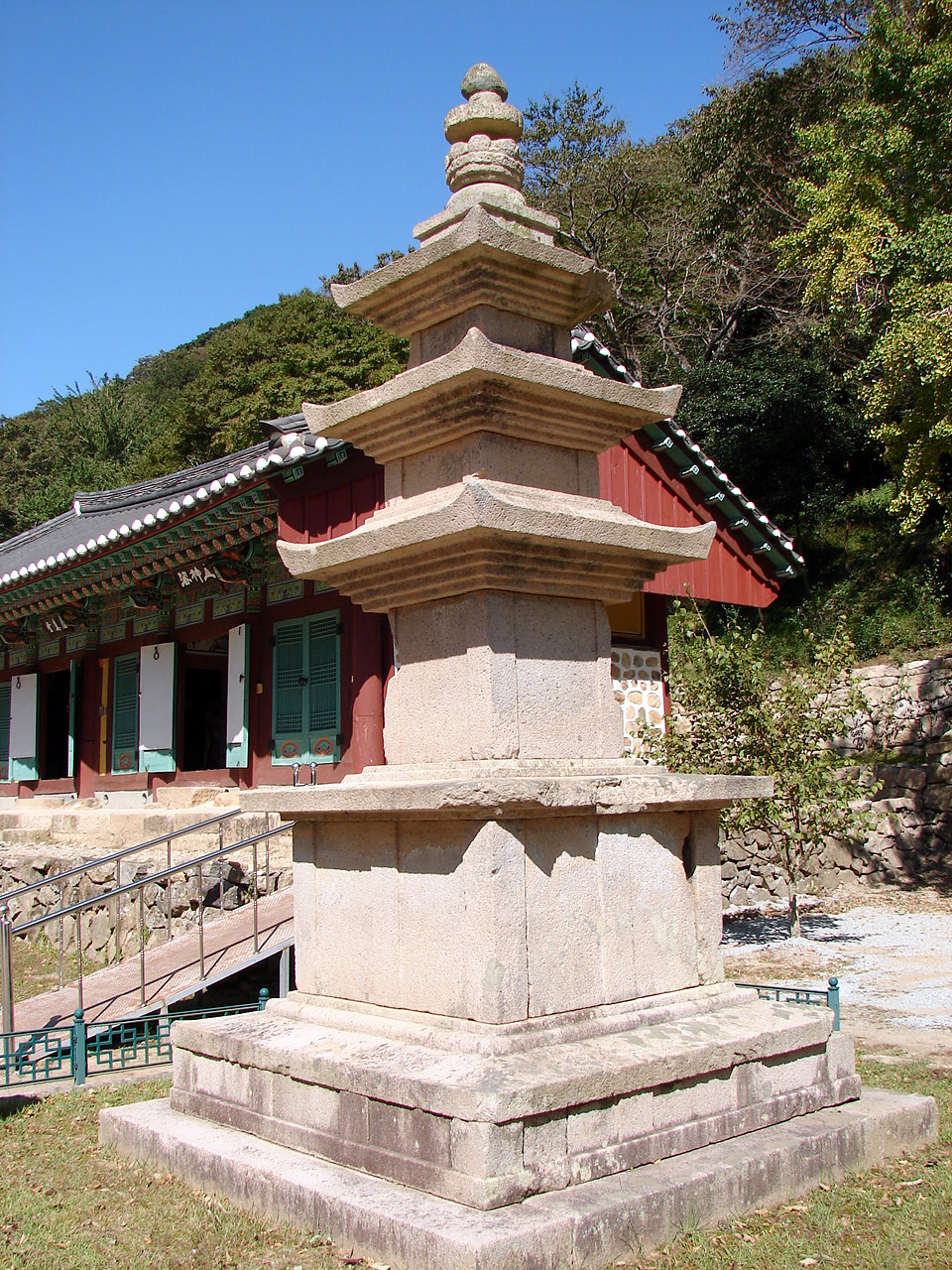
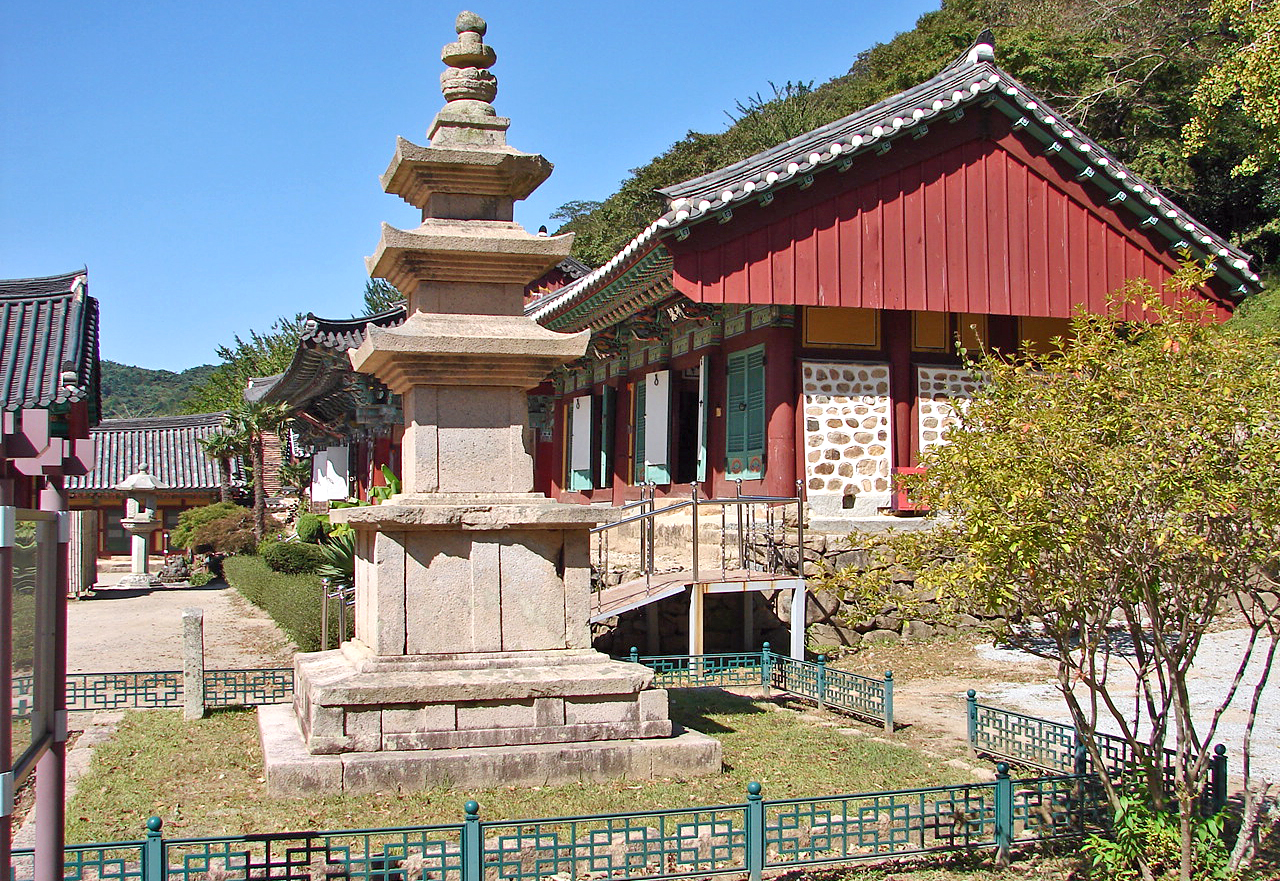

## 같이 보기
- 대흥사

## 참고 자료
- 해남 대흥사 삼층석탑 - 국가유산청 국가유산포털
- 해남문화관광[깨진 링크(과거 내용 찾기)]